# Bryologi
Bryologi er den gren af botanikken, der beskæftiger sig med mosser, levermosser og hornblade. Den som studerer bryologi kaldes bryolog.
Bryologien blev en videnskab i det 18. århundrede. Den tyske botaniker Johann Jacob Dillenius (1687-1747) var professor ved Oxford, og i 1717 udgav han værket Reproduction of the ferns and mosses. Den egentlige start på bryologien må tilskrives Johannes Hedwig, som klarlagde mossernes formering (1792, Fundamentum historiae naturalist muscorum) og foreslog en taksonomi.
Bryologiens forskningsområder omfatter taksonomi, mosser som indikatorplanter, DNA-sekventering, og den gensidige afhængighed mellem mosser og andre plante- og dyrearter. Blandt andet er det påvist, at visse arter af mosser er kødædende.
Centre for forskning i bryologi omfatter Bonns Universitet, Helsinki Universitet og New Yorks botaniske have.